# Eva Tedesjö
Eva Tedesjö, född 25 september 1972, är en svensk fotograf. Tedesjö är anställd på Dagens Nyheter.
År 2022 vann hon tävlingen Årets bild. Tedesjö var den andra kvinnan att vinna tävlingen, som funnits sedan 1942, efter Anna Tärnhuvud. Vinnarbilden var fotograferad på det belarusiska slättlandet i Baranavitjy, där det var avslutning för den stora militärövningen Zapad-2021. Tedesjö vann även i kategorin Vardagslivsbild utrikes.